# نيشان باراسات
وسام باراسات (بالقازاقية: Парасат ордені)‏؛ وسام النبلاء)، وسام تمنحه حكومة كازاخستان. تأسس عام 1993.
يُمنح الوسام لشخصيات بارزة في مجالات العلوم والثقافة والأدب والفن، فضلاً عن رجال الدولة والشخصيات العامة والمدافعين عن حقوق الإنسان وغيرهم ممن ساهموا في الإمكانات الروحية أو الفكرية لكازاخستان. 

## المستفيدين البارزين
- فيكتور تشيرنوميردين (1999)، لمساهمته في تطوير صناعة النفط والغاز في كازاخستان، غازبروم
- بيوتر كليموك (1995)، رائد فضاء سابق
- يوري كوبتيف، قائد قوات الفضاء الروسية
- أونداسين أورازالين (2014)، نائب رئيس الأركان في كازاخستان
- فاليري بولياكوف (1999)، رائد فضاء سابق
- إمام علي رحمون (2018)، رئيس طاجيكستان [2]
- روزا ريمباييفا (2000)، مغنية سوفيتية وكازاخستانية
- يسكن سيرجباييف (2008)، نحات
- أوموت شايخميتوفا [3] (2011)، ممول
- أوميرزاك شكييف (1998)، نائب رئيس الوزراء في حكومة كازاخستان
- كومان تاستانبيكوف (2016)، ممثل كازاخستان خلال الفترة السوفيتية
- قاسم جومارت توكاييف (1996) رئيس كازاخستان
- آلا فازينينا، رافع أثقال روسي ينافس كازاخستان